# Vila Dianteira

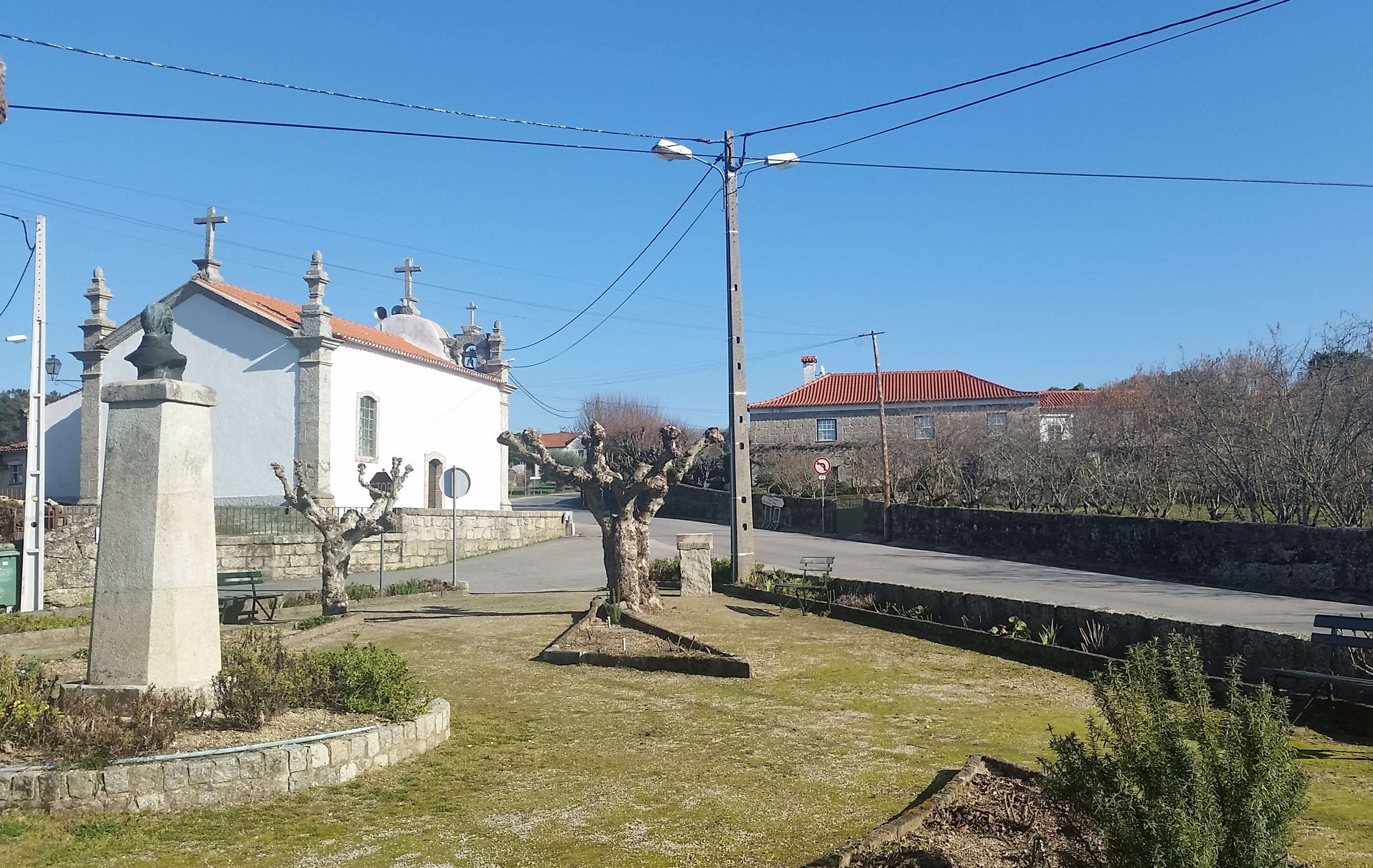
Jardim Silva Carvalho, capela de S. Silvestre e casa onde nasceu o Dr. José da Silva Carvalho (1782-1856).

Vila Dianteira é uma aldeia portuguesa da Freguesia de São João de Areias, Município de Santa Comba Dão, no Distrito de Viseu, em Portugal.
Não se conhece a origem do seu nome. É tradição, entre os naturais de Vila Dianteira, escrever Vila Deanteira. O nome Vila Deanteira poderá ser decomposto em “Vila de Anteira”. O termo Anteira derivará de «anta» + eira, correspondendo, por isso a uma edificação dolménica. O termo Vila remontará ao período romano. Teríamos então uma "villa" num local onde já existia uma anta. Neste facto, residiria a tradição, entre os naturais da aldeia, de escrever Vila Deanteira em vez de Dianteira e de no mais antigo documento que a cita, as "Inquirições de D. Afonso III", se escrever "villa d'anteyra”.
O padroeiro é São Silvestre.

## Geografia

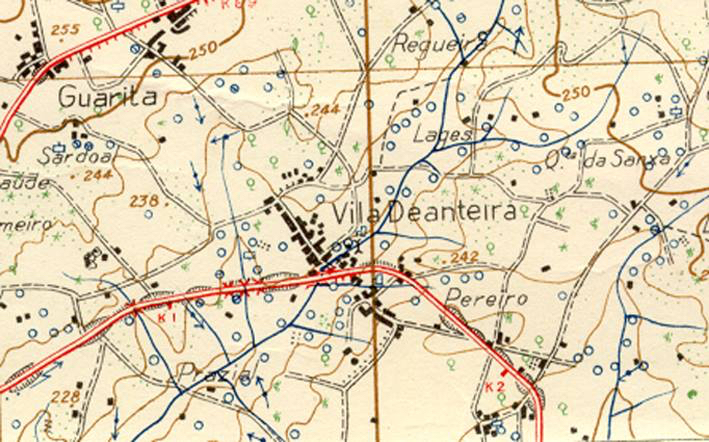
Situação geográfica de Vila Deanteira ou Vila Dianteira.

O território de Vila Dianteira situa-se entre S. João de Areias (a Sudeste e a Sul), o limite com a freguesia de Parada/ Carregal do Sal (a nascente), Guarita e Casa Nova (a Norte) e Cancela (a Oeste).
A aldeia formou-se ao longo da antiga estrada que ligava Cancela e Silvares a S. João de Areias e que daí seguia para Tábua, isto desde muito antes de, no último quartel do século XIX, se construir a também já antiga estrada entre a Cancela e Tábua, que passava pela ponte antiga do rio Mondego.
Duas primitivas estradas que vinham, respectivamente, da Cancela e do Sardoal/Silvares encontravam-se na Quinta da Formiga e, daí, a estrada única seguia pela Chave até ao Cimo do Povo, depois descia o “povo de cá”, atravessava o pontão velho junto ao Serradinho (ainda não existia o actual pontão que só foi construído na década de 30 do século XX) até à capela de S. Silvestre, seguia ao longo da casa de Silva Carvalho para o Povo d’ Além e depois ia em direcção ao Cemitério e, atravessando S. João de Areias, seguia para Tábua. Foi ao longo desta estrada que, talvez desde os séculos VIII-IX, foram sendo construídas as primeiras casas que, ao longo dos séculos seguintes, a foram ladeando e depois se foram ramificando para ruelas secundárias e para outras vias que entretanto se foram abrindo.
Vila Dianteira tem a felicidade de ser atravessada por um ribeiro, um fio de água no Verão e um turbilhão no Inverno; num mapa antigo é denominado pelo belo e poético nome de Ribeiro da Rainha, que nasce nas Relvas, passa por Vila Dianteira e vai desaguar na Ranha.
A aldeia possuía um importante património botânico, tanto pela variedade como pela existência de notáveis exemplares de árvores centenárias, que foram, no entanto, desaparecendo…

## História
Vila Dianteira teve uma origem remota, como provam os vestígios arqueológicos encontrados na área das Regueiras, da Roda, do Coturo/Barrocas e das Lajes.

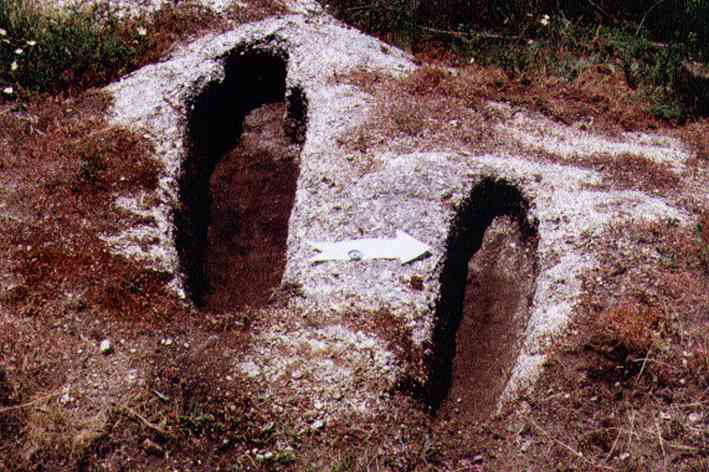
Sepulturas das Regueiras - Vila Dianteira / Casas Novas

Até ao momento não são conhecidas evidências da Pré-História, mas nos sítios arqueológicos referidos encontram-se abundantes vestígios da Época Romana e da Alta Idade Média: materiais de construção e de cerâmica romanos, um possível “penedo de culto” e, ainda, um conjunto de 9 sepulturas escavadas na rocha.
É certo, por isso, que na Época Romana por aqui tenha existido uma Villa Romana, que amanharia os terrenos férteis e muito irrigados do vale inicial do ribeiro de Vila Dianteira, englobando as Regueiras, a Dégua, as Pocinhas e as Lajes, e que, nos séculos seguintes, continuaram a ser cultivados e constituíram a grande Quinta Alto-Medieval, propriedade de uma família alargada, rica e culta, que mandou abrir num penedo uma importante necrópole constituída por 6 sepulturas escavadas na rocha onde se sepultaram os membros dessa família, sendo que uma dessas sepulturas foi aberta para uma criança de cerca de 4-5 anos.

Nesta altura, o povoamento era disperso por quintas e casais, que aproveitavam as melhores terras, onde residiam proprietários que viviam bem e se davam ao luxo de mandar abrir sepulturas escavadas na rocha para aí descansarem “para sempre” e que eram ajudados por um grupo de trabalhadores dependentes, certamente a maioria escravos.

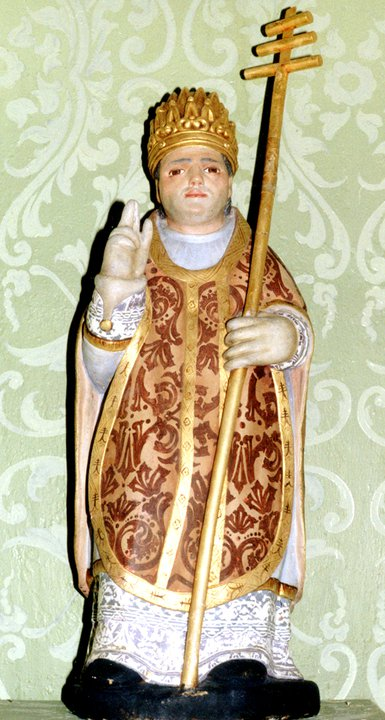
S. Silvestre (século XVI)

Num período de desorganização da gestão do território, por volta de finais do século VIII, primeira metade de IX, ter-se-á formado a aldeia de Vila Dianteira com pessoas que se autonomizaram da grande quinta das Regueiras e dos casais aqui existentes e vieram construir a sua habitação, certamente humilde, coberta de palha, ao longo do antigo caminho entre Silvares e S. João. Por esta altura forma-se também a Paróquia de S. João Baptista e os “concelhos” de S. João de Areias e de Silvares.
O primeiro documento escrito em que é mencionado o nome de Vila Dianteira consta das Inquirições de D. Afonso III e data de 1258. Nele se escreve que "villa d'anteyra" pertencia, com outras aldeias da actual freguesia, ao bispo e à Sé de Viseu, por doação que lhes fizeram os reis de Portugal. Sendo assim, estas terras tinham que pagar as respectivas rendas ao bispo e cabido de Viseu.
Vila Dianteira volta a ser referida em documentos medievais datados de 1331, 1347, 1391 e 1396. O documento de 1347, a Inquirição de D. Afonso IV ao couto de S. João de Areias, apresenta o nome de vários homens da aldeia que tinham pertencido aos cargos concelhios, tendo mesmo alguns exercido o cargo de Juiz do Concelho de S. João de Areias, uma espécie de presidente da câmara, mas com funções judiciais e administrativas.
O culto a S. Silvestre na aldeia deverá remontar à Idade Média e, em finais desta época ou no início do século XVI o povo de Vila Dianteira terá encomendado em Coimbra uma nova imagem do santo (que é a que ainda actualmente se venera e é muito querida da população). A capela que a recebeu era ainda a antiga, mais pequena do que a actual. O "Cadastro da População do Reino", de 1527, indica-nos que "villa diamteyra" possuía 19 “moradores", ou seja, 19 fogos, tendo por isso uma população de cerca de 76 pessoas.

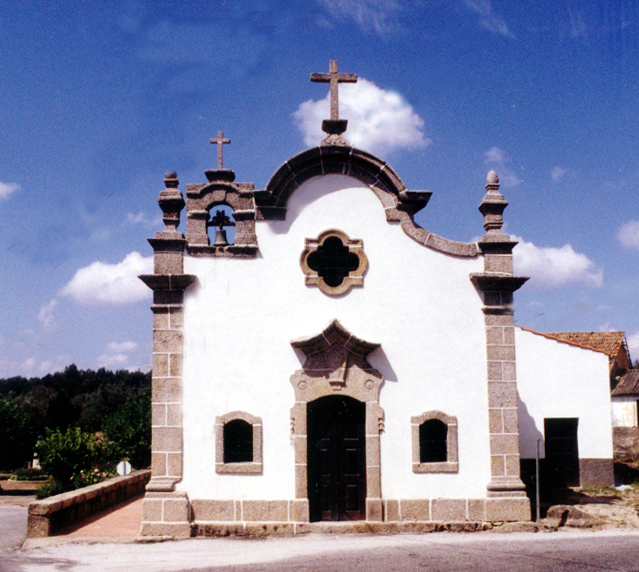
Capela de São Silvestre - Vila Dianteira (2002)

Nos séculos seguintes, XVII e XVIII, vive-se um período de grande apogeu na aldeia: destacam-se as famílias dos Capitães-mores (casa de Dona Georgina), do Dr. Caetano de Carvalho (avô do Dr. José da Silva Carvalho) e do capitão José Correia de Almeida, pai do Dr. Francisco José de Miranda Duarte (casa actual do Sr. Leonel, do Sr. José da Silva e da sua filha Sílvia Costa). No século XVIII formaram-se mais pessoas de Vila Dianteira na Universidade de Coimbra do que durante todo o século XX até ao 25 de Abril de 1974!! Em finais do século XVIII, o povo da aldeia manda edificar uma nova capela para S. Silvestre (que é a actual) e que vai custear inteiramente, doando 1/20 anual dos bens que produzia em terra lavrada.
No século XX constrói-se o pontão em pedra e o chafariz em cantaria (na década de 30). O pontão, ao ameaçar (parte dele) ruir foi substituído por um de betão. O chafariz em cantaria foi destruído pelo operador da máquina, por desleixo e falta de acompanhamento das autoridades locais. Este chafariz nunca foi reposto, como deveria ser obrigação da autarquia. Nas últimas décadas deste século, destaca-se a homenagem que a aldeia e a freguesia prestaram ao mais importante filho de Vila Dianteira — o Dr. José da Silva Carvalho (1782-1856) — perpetuando a sua imagem em busto num jardim construído para o efeito e que ficou com o seu nome. Já no século XXI, durante a presidência da junta de freguesia de António Antunes, foi acrescentada a zona junto ao ribeiro (em terrenos doados para o efeito pelas senhoras Dona Novelina Costa e Dona Isabel Rocha), que aguarda, desde então, que sejam concluídas as obras de calcetamento de uma pequena parcela junto aos lavadouros públicos.

## Património
- Património arqueológico (Sécs. I - X) - Em Vila Dianteira, e ao seu redor, existe um importante conjunto de vestígios datados da Época Romana (uma possível “Villa”) e Alto-Medieval (uma quinta, com uma necrópole de sepulturas escavadas na rocha, e casais, também com o seu espaço sepulcral constituído por uma ou duas sepulturas).
- Documentos Medievais - datados de 1258, 1331, 1347, 1391 e 1396.
- Casas do século XVI - Casa da Sãozinha do Adolfo e casa do Sr. Artur e da Sr.ª Gracinda (já destruída)
- Capela de S. Silvestre (Idade Média-Séc. XIX) - O culto a S. Silvestre, na aldeia, deverá datar da Idade Média. A imagem do santo data do séc. XVI. A capela actual foi construída na última década do séc. XVIII.

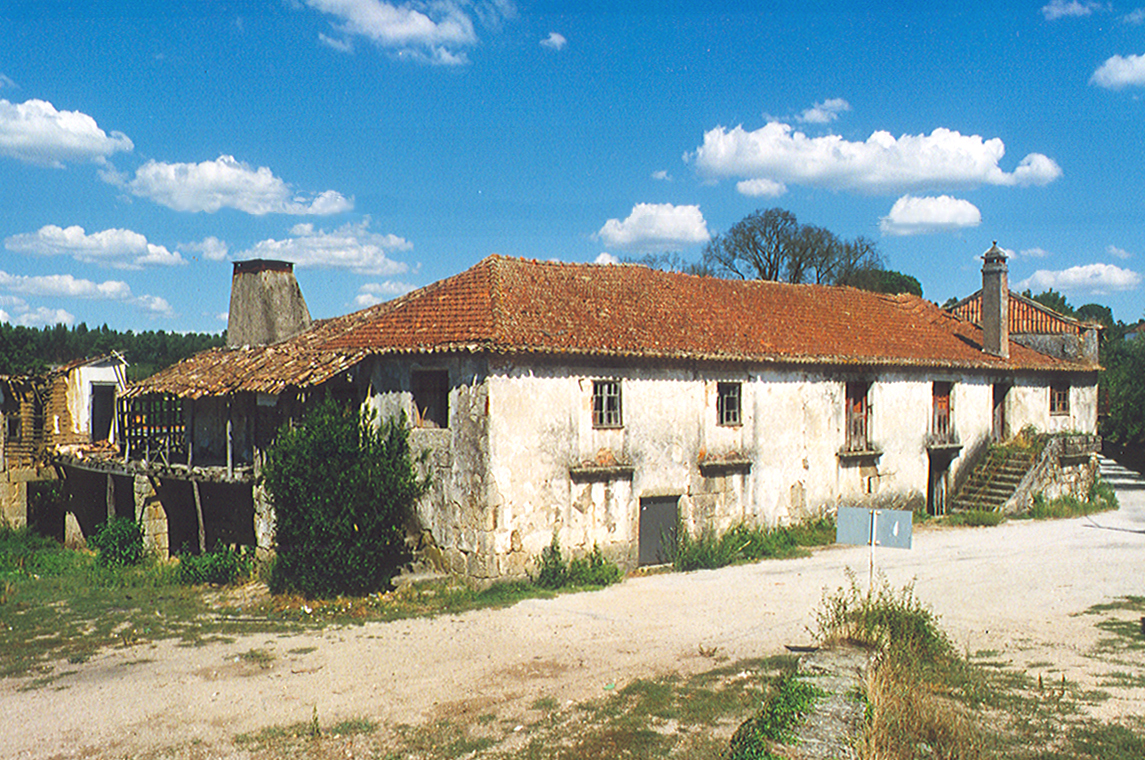
Casa de Dona Georgina Loureiro / Capitães-mores de S. João de Areias (2002).

- Casa de Dona Georgina Loureiro / Capitães-mores de S. João de Areias (2002).Casa de Dona Georgina Loureiro (séc. XVII e seguintes) - Esta grande casa pertencia aos antigos Capitães-mores do concelho de S. João de Areias. Em ruínas, só mantém as paredes da frontaria. As suas estruturas mais antigas remontavam ao séc. XVII. Esta família possuía na Igreja Matriz uma capela funerária dedicada a Nossa Senhora da Conceição. Na casa em Vila Dianteira possuía uma capela/oratório dedicada a Nosso Senhor. A sua última proprietária foi Dona Georgina Loureiro, que deixou os vastos bens que possuía nesta aldeia à Fundação D. José da Cruz Moreira Pinto, de Viseu, com a obrigação desta instituição criar e manter um Lar para Idosos, mas… a Fundação não cumpriu a sua obrigação.
- Casa do Dr. José da Silva Carvalho (séc. XVII e seguintes) - Nesta casa viveu o Dr. Caetano de Carvalho e nasceu o seu neto Dr. José da Silva Carvalho (1782-1856). Célebre liberal, Silva Carvalho aqui mandou construir um esconderijo (do qual ainda hoje existem vestígios) onde se refugiou dos seus inimigos miguelistas.
- Casa do Dr. Francisco José de Miranda Duarte (séc. XVIII e seguintes) - Esta casa é composta por três corpos: o primeiro, mais a norte e o mais antigo, pertenceu ao Capitão José Correia de Almeida Duarte, a que se seguem um segundo e terceiro, já, eventualmente, mandados construir pelo Desembargador Dr. Francisco José de Miranda Duarte. Esta casa foi herdada pelo seu filho, Dr. Francisco José de Sousa Miranda, que não deixou descendência.
- Alminhas - Devem datar do séc. XVIII e situam-se, uma, no cruzamento do Serradinho e, a outra, no cruzamento do Alto do Ferrador.

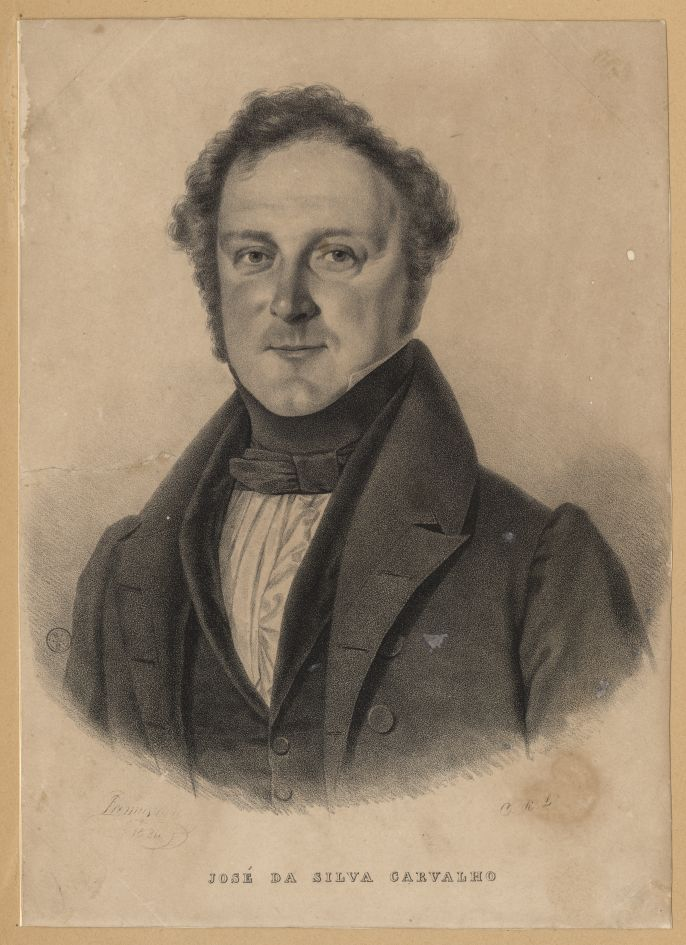
José da Silva Carvalho, 1834.

- José da Silva Carvalho, 1834.Fontes - na Casa de Silva Carvalho (pública, data do séc. XIX), na Casa de Dona Georgina Loureiro (privada, data do sécs. XVIII/XIX), fonte do Cimo do Povo (1975, pública), fonte do meio do “povo de cá” (1975, pública), fonte em cantaria do pontão (destruída, datando dos anos 30 do séc. XX) e fonte do Povo de Além (1975, pública).

## Personalidades célebres
- José da Silva Carvalho (1782-1856) - Obreiro da Revolução de 1820, ministro de D. João VI, de D. Pedro IV e de D. Maria II e primeiro Presidente do Supremo Tribunal de Justiça.
- Francisco José de Miranda Duarte (1757–1820) - Juiz desembargador da Relação do Rio de Janeiro e da Relação e Casa do Porto.
- Capitães-mores de São João de Areias - 3.º, 4.º e 5.º Capitães-mores.
- Caetano de Carvalho (faleceu em 1779) - Bacharel em Cânones e um dos eleitos das obras da nova Igreja Matriz de S. João de Areias (1765).
- José Correia de Almeida Duarte (1724-1792) - Capitão e um dos eleitos da obras da nova capela de S. Silvestre (1786).
- António José Viana da Silva Carvalho (1858-1931) - Neto materno de Silva Carvalho, historiador, foi autor da obra "José da Silva Carvalho e o seu tempo", 3 vols., Imprensa Nacional, Lisboa, 1891-1894.

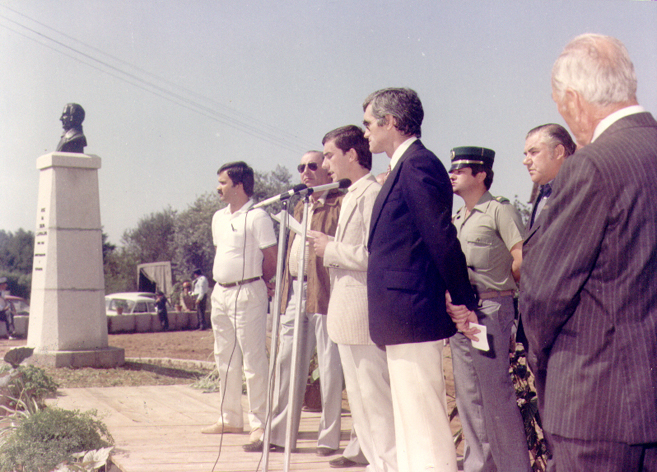
Inauguração do Jardim e do Busto de José da Silva Carvalho - Vila Dianteira, 1983.

## Jardim e busto a Silva Carvalho
Jardim e busto do Dr. José da Silva Carvalho construído durante as Comemorações do Bicentenário do Nascimento deste estadista. A aldeia organizou-se para comemorar condignamente os 200 anos do nascimento de Silva Carvalho e soube agregar à iniciativa toda a freguesia e até, mesmo, o concelho. O busto é de autoria do escultor santacombadense, David de Oliveira. A inauguração decorreu a 11 de Setembro de 1983 e teve a presença do Presidente da Câmara e de membros dos diferentes órgãos autárquicos, da GNR, de representantes das Associações da Freguesia e de familiares de Silva Carvalho. A RTP filmou e noticiou o acontecimento, que também foi notícia nos principais Jornais Nacionais.

## Testamento que nunca foi cumprido
Dona Georgina Loureiro, última descendente dos capitães-mores, deixou a casa, a quinta e outros muitos bens que possuía nesta aldeia à Fundação D. José da Cruz Moreira Pinto, de Viseu, com a “…obrigação de criar e manter (…) um asilo para velhos em Vila Deanteira…” (transcrição do testamento). Dona Georgina da Conceição Loureiro faleceu a 27 de Janeiro de 1973 (!!) e a Fundação, apesar de fazer milhares de contos em vendas que efectuou na freguesia de S. João de Areias, nunca cumpriu o testamento no que respeita à criação do asilo em Vila Dianteira.
Mais, a Fundação nunca fez obra alguma de recuperação do edifício e deixou que fosse vandalizada a capela particular dedicada a Nosso Senhor, que lhe fosse roubado o altar e, por fim, por falta de pequenas obras de reparação do telhado, permitiu que toda a casa ruísse, restando apenas a frontaria.
Um grupo de naturais desta aldeia, liderado pelo falecido António Correia Relvas, envidou todos os esforços para que o testamento se cumprisse, mas a Fundação, apesar da sua origem religiosa e ligação ao Bispo, é uma entidade com a qual o trato é difícil e esquiva à justiça. Uma acção em tribunal envolvia custos impossíveis de suportar por particulares. E assim, com raiva, assistimos impotentes a este estado de incumprimento da vontade da doadora e à alienação de património pertencente à freguesia.
A Fundação depois de delapidar o património que pertencia a todos nós… vendeu a casa e a quinta a uma empresa de criação de gado.

## Tradições e Festividades
- Festa de S. Silvestre - Ainda que o santo se venere a 31 de Dezembro, a festa na aldeia realiza-se sempre no Domingo mais próximo. Os mordomos, eleitos anualmente, empenham-se para que a festa decorra com todo o brilho. Cada casa participa com, pelo menos, um euro mensal para o seu santo. No dia da festa realiza-se a missa cantada, sermão e procissão acompanhada pela Filarmónica Fraternidade de S. João de Areias. É o dia mais importante da aldeia. A população tem um carinho especial pelo seu santo, São Silvestre. Todos conhecem a sua benevolência… Um dia um mordomo (todos na aldeia sabem quem foi!), depois de recolher num cabaz as muitas chouriças que haviam recebido (São Silvestre é o protector do gado suíno, antigamente base da alimentação em carne das pessoas do Interior, e, por isso, recebia muitas oferendas em chouriças em agradecimento à sua protecção dos animais de cada casa), perguntou: “- Meu Divino Mestre… quantas destas chouriças pretendeis para o vosso sustento?”. São Silvestre manteve os dois dedos da mão direita levantados… e o mordomo agradeceu: “- Muito obrigado, nosso santinho! Vamos então ver o que podemos fazer com as outras chouriças, para que não se estraguem!”.Procissão de S. Silvestre, 2002.

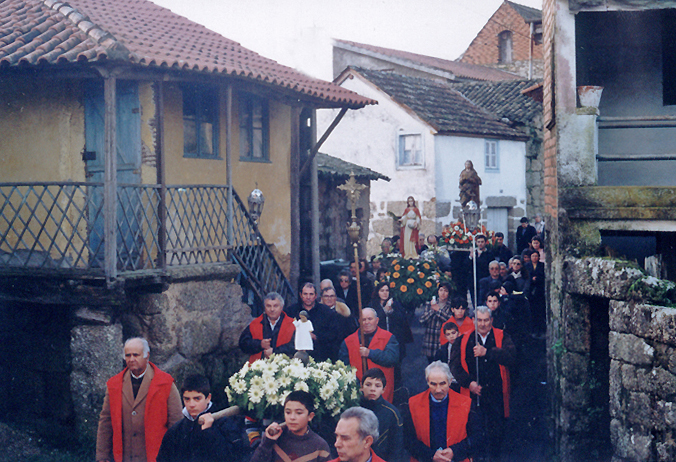
Procissão de S. Silvestre, 2002.

- Carnaval - Antigamente com grandes tradições na aldeia, onde se incluía a Queima do Compadre (ainda que raramente se realizasse), a cargo das raparigas solteiras, e a Queima da Comadre (que se realizava todos os anos), da responsabilidade dos rapazes, bem como os célebres “apupos”, pisões e paneladas que agitavam as noites de Vila Dianteira. No dia de Entrudo, jogava-se ao Lencinho e ao Jogo do Cântaro de Barro, no adro da capela de São Silvestre, enquanto se esperava pelos Ranchos e Cegadas de Carnaval que visitavam a aldeia.

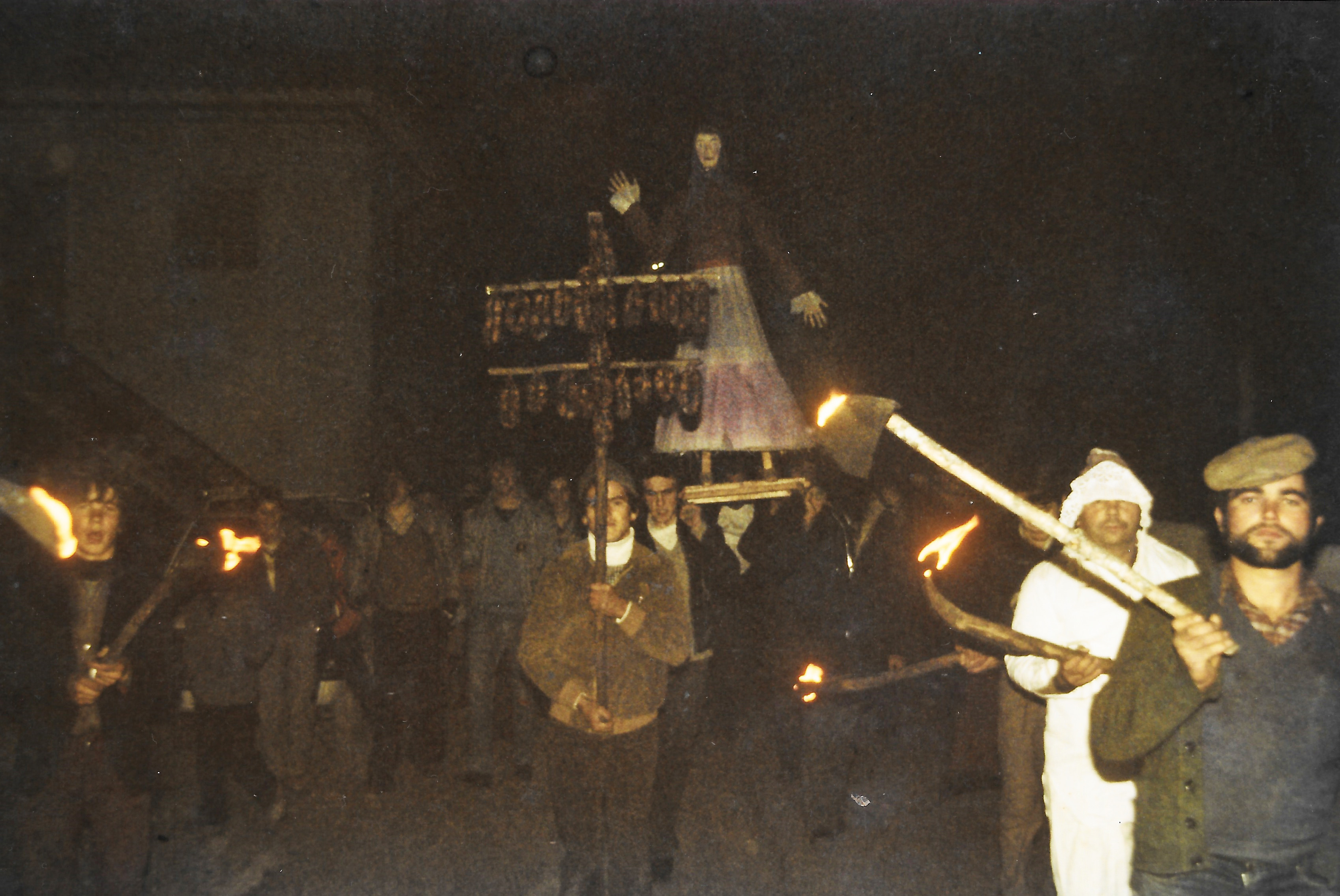
Queima da Comadre - Vila Dianteira, 1983.

- Queima da Comadre - Vila Dianteira, 1983.Páscoa - Há uns anos atrás, a vida na aldeia era, nos dias antecedentes ao da Páscoa, uma azáfama. A aldeia era primorosamente limpa. As casas levavam a limpeza do ano: soalho bem esfregado, paredes pintadas e mudavam-se os papéis das cantareiras e dos armários. Os fornos não tinham parança: à vez, as famílias faziam os seus pães-de-ló, o melhor ia para a mesa de Páscoa. A rapaziada adorava - corria de forno em forno para limpar os alguidares. A Cruz chegava à aldeia cedo. Vinha o Vigário, o irmão da Irmandade com a Cruz muito bem enfeitada com fitas, um ajudante de Vara na mão, e dois rapazes, um com a caldeira da água benta e outro com a campainha que anunciava a chegada da Cruz. Os familiares das diversas aldeias da freguesia juntavam-se para aqui beijarem a Cruz. Um rancho de familiares, amigos e garotada seguia a Cruz de casa em casa. O Sr. Vigário petiscava e bebia um copinho (poucochinho que o dia era grande!) em algumas casas. Cantava-se o Aleluia. Deitava-se água benta. Saía-se para outra casa. A meio do povo juntavam-se na capela de S. Silvestre, para uma reza rápida e cânticos… onde era cantado a plenos pulmões o Aleluia! Tudo se conjugava para dar grande relevo ao dia. Hoje é tudo mais simples.Páscoa em Vila Dianteira em 2009.

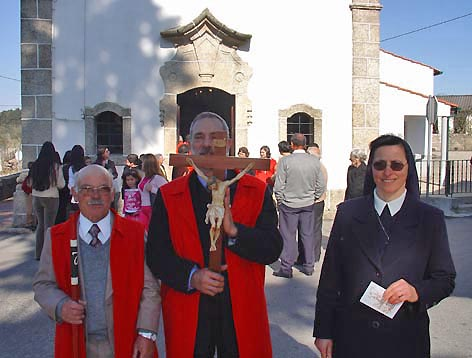
Páscoa em Vila Dianteira em 2009.

- Maias - Colocam-se na véspera do Primeiro de Maio nas portas e janelas das casas e nos anexos para animais. Segundo a tradição na nossa região, as Maias representam a comemoração da “salvação de Jesus Cristo, pela colocação, nessa noite, de um ramo de giesta à porta de cada casa: os Judeus, que o queriam matar, assinalaram com um ramo de flores a casa onde Ele pernoitara; no dia seguinte, todas as casas apareceram floridas de modo idêntico com giesta, e os Judeus não puderam identificar aquela onde Ele se encontrava”[1]
- Fogueiras dos Santos Populares - Nas vésperas dos dias dedicados a Santo António, São João Baptista e São Pedro, mas mais frequentemente na véspera do dia de S. João. Cada casa colhia, com tempo, o rosmaninho, a queiroga e o marcelão, que secavam e, nesse dia, faziam a sua fogueira em frente à sua porta. Todos saltavam a fogueira. A rapaziada corria as ruas da aldeia, saltando de fogueira em fogueira. A janelas abriam-se para o fumo perfumado entrar nas casas.
- Fogueira de Natal - Organizada pelo jovens em frente à capela de S. Silvestre. Um bom momento de convívio entre gerações e de aprendizagem dos mais jovens para a sua passagem para o estado adulto.

## Associação
- Associação Cultural, Social, Recreativa e de Desenvolvimento de Vila Dianteira (fundada em 11 de novembro de 2005) - inactiva

## Parque das Merendas
Propriedade da Paróquia, situa-se no limite de Vila Dianteira com S. João de Areias, em terrenos que pertenceram à Quinta de Dona Georgina Loureiro, e constitui um bom local de encontro, de convívio e de lazer.